# فورتوناغو (بافيا)
فورتوناغو (بالإيطالية: Fortunago)‏ هي بلدة تقع في مقاطعة بافيا بإقليم لومبارديا في شمال إيطاليا. تبلغ مساحة هذه المدينة 18 (كم²)، وترتفع عن سطح البحر م، بلغ عدد سكانها 380 نسمة في عام 2010 حسب إحصاء المعهد الوطني للإحصاء.

## السكان
في سنة 1861 بلغ عدد السكان 854 نسمة، وتطور العدد ليصل في سنة 2011 لـ 383 نسمة.
يظهر هذا المخطط البياني تطور النمو السكاني لـ فورتوناغو (بافيا)

## وصلات خارجية
- الموقع الرسمي